# Slănic (Prahova)
Slănic ist eine Kleinstadt und ein Kurort im Kreis Prahova in der Großen Walachei in Rumänien.

## Geographische Lage
Slănic liegt im Vorland des südlichen Teils der Ostkarpaten an der Kreisstraße (drum județean) DJ 102. Die Kreishauptstadt Ploiești befindet sich etwa 40 km südlich.

## Geschichte
Slănic wurde 1532 erstmals urkundlich erwähnt. In einem weiteren schriftlichen Zeugnis von 1685 ist von Salzvorkommen die Rede, die seit dieser Zeit abgebaut wurden. 1713 schenkte der Adlige Mihai Cantacuzino den Ort Slănic mit seinen Salzgruben dem Kloster Colțea in Bukarest. Die Salzvorkommen wurden seit dem 19. Jahrhundert auch zu Heilzwecken genutzt. 1886 erhielt Slănic den Status eines Kurortes, 1892 den einer Stadt. Nach dem Zweiten Weltkrieg wurde der Kurbetrieb intensiviert.
Der wichtigste Erwerbszweig der Stadt ist der Tourismus.

## Bevölkerung
1930 lebten im Ort etwa 6300 Menschen, darunter etwa 100 Ungarn; die übrigen waren Rumänen. Bei der Volkszählung 2002 wurden in der Stadt 7113 Einwohner gezählt, darunter 7086 Rumänen und 23 Roma. Etwa 3000 lebten in Slănic selbst, die übrigen in den beiden eingemeindeten Ortschaften.

## Verkehr
Slănic ist Endpunkt einer von Ploiești führenden Eisenbahnlinie. Im November 2007 wurde der Verkehr zwischen Poiana Slănic und Slănic wegen einer beschädigten Brücke unterbrochen. Im Laufe des Jahres 2009 sollen Reparaturarbeiten beginnen, diese wurden erst im Sommer 2011 fertiggestellt. Nach und von Ploiești verkehren derzeit (2009) etwa vier Nahverkehrszüge täglich. Dorthin bestehen auch regelmäßige Busverbindungen.

## Sehenswürdigkeiten
- Altes Salzbergwerk (Salina Veche)
- mehrere Salzseen in der Umgebung (Baia Baciului, Baia Roșie, Băile Verzi)
- Kirche Sf. Trei Ierarhi (1797–1800)
- Das Salzmuseum

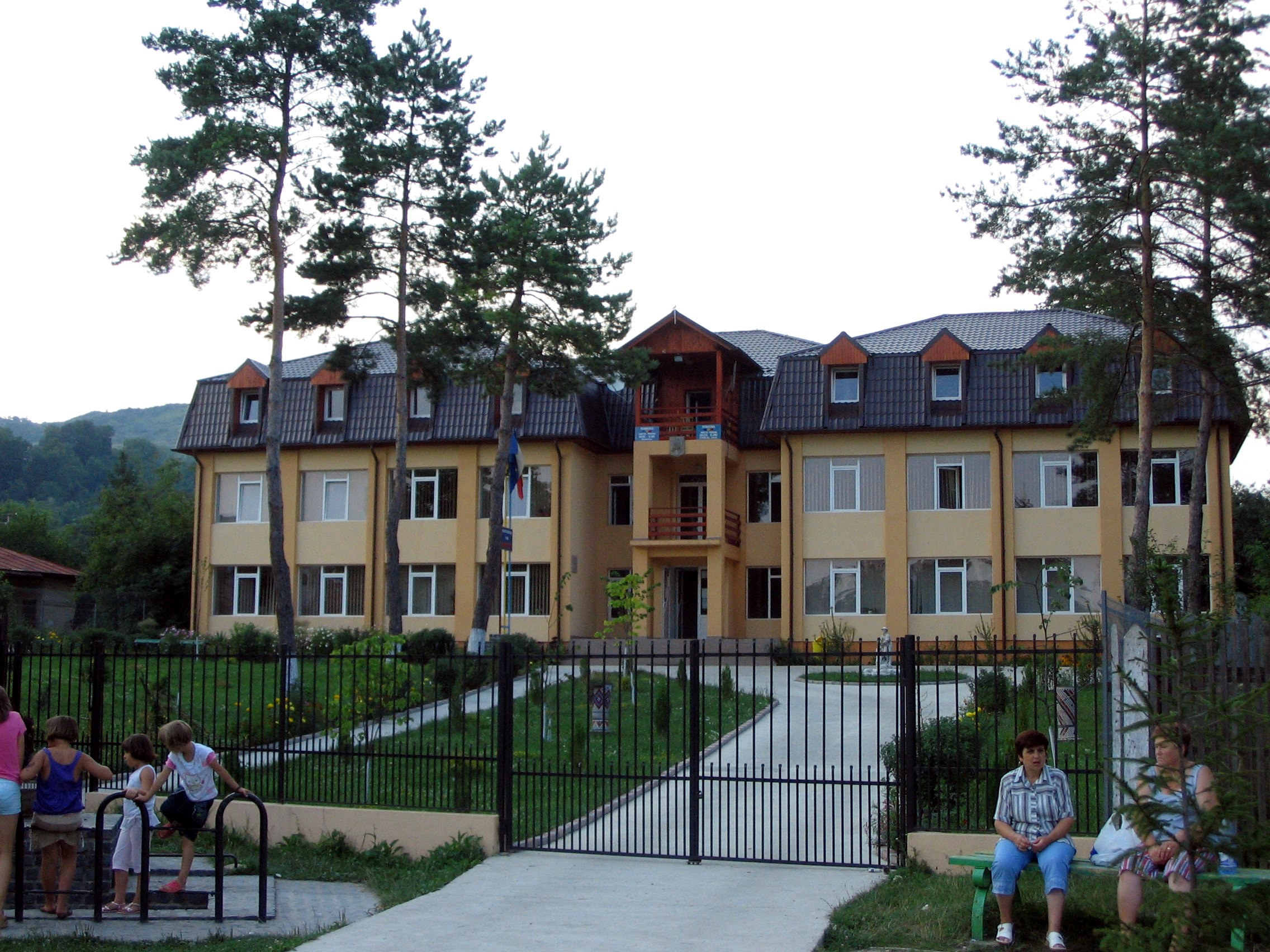
Rathaus
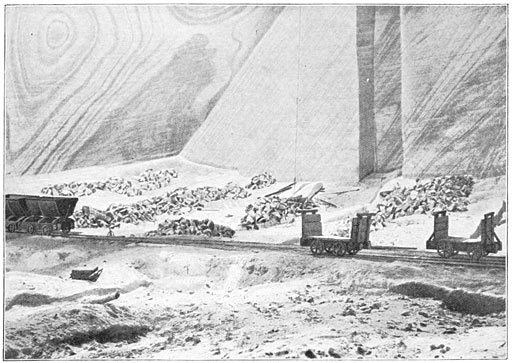
Salzabbau in Slănic (um 1900)
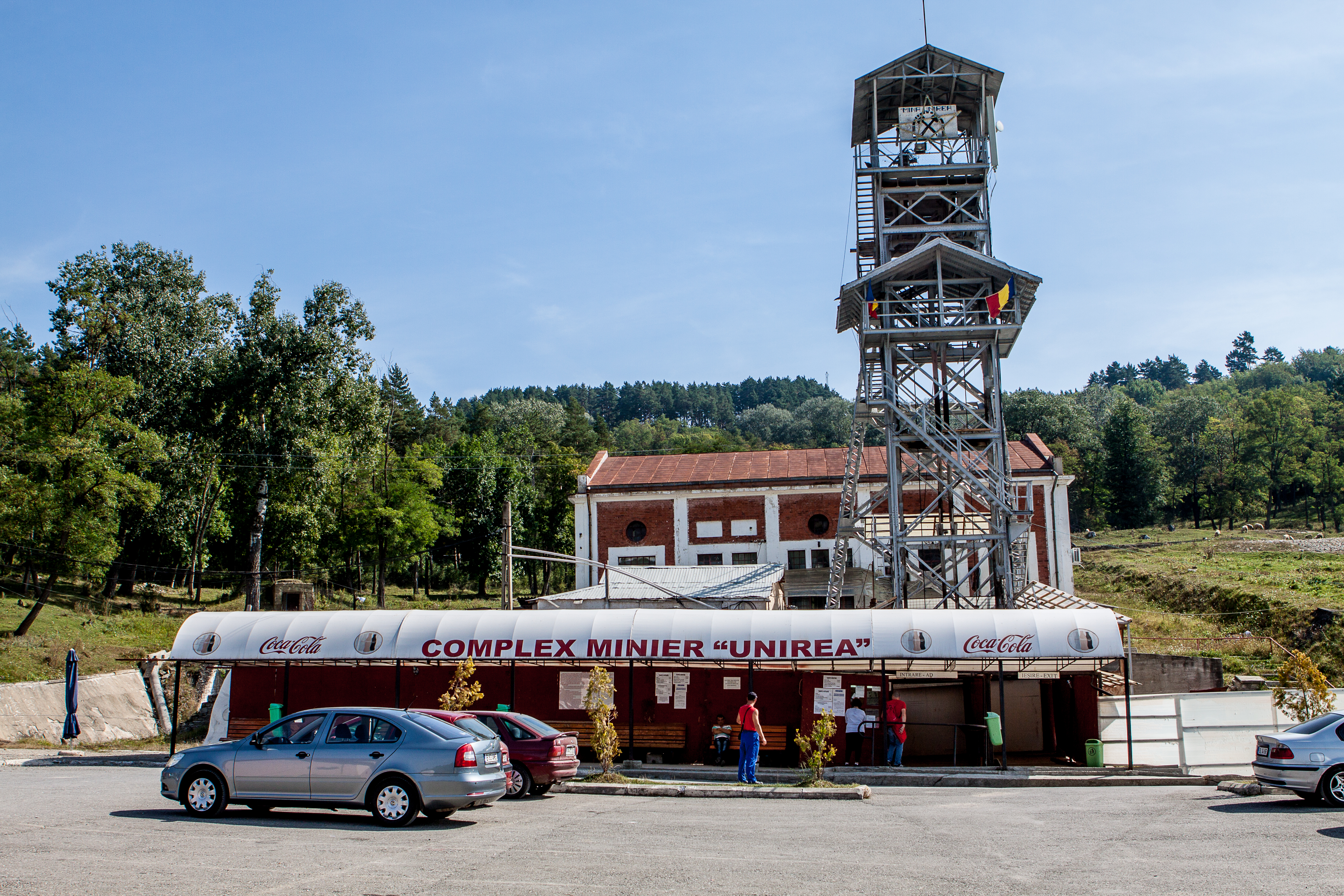
Eingang zum Besucherbergwerk (ehemalige Salzmine)
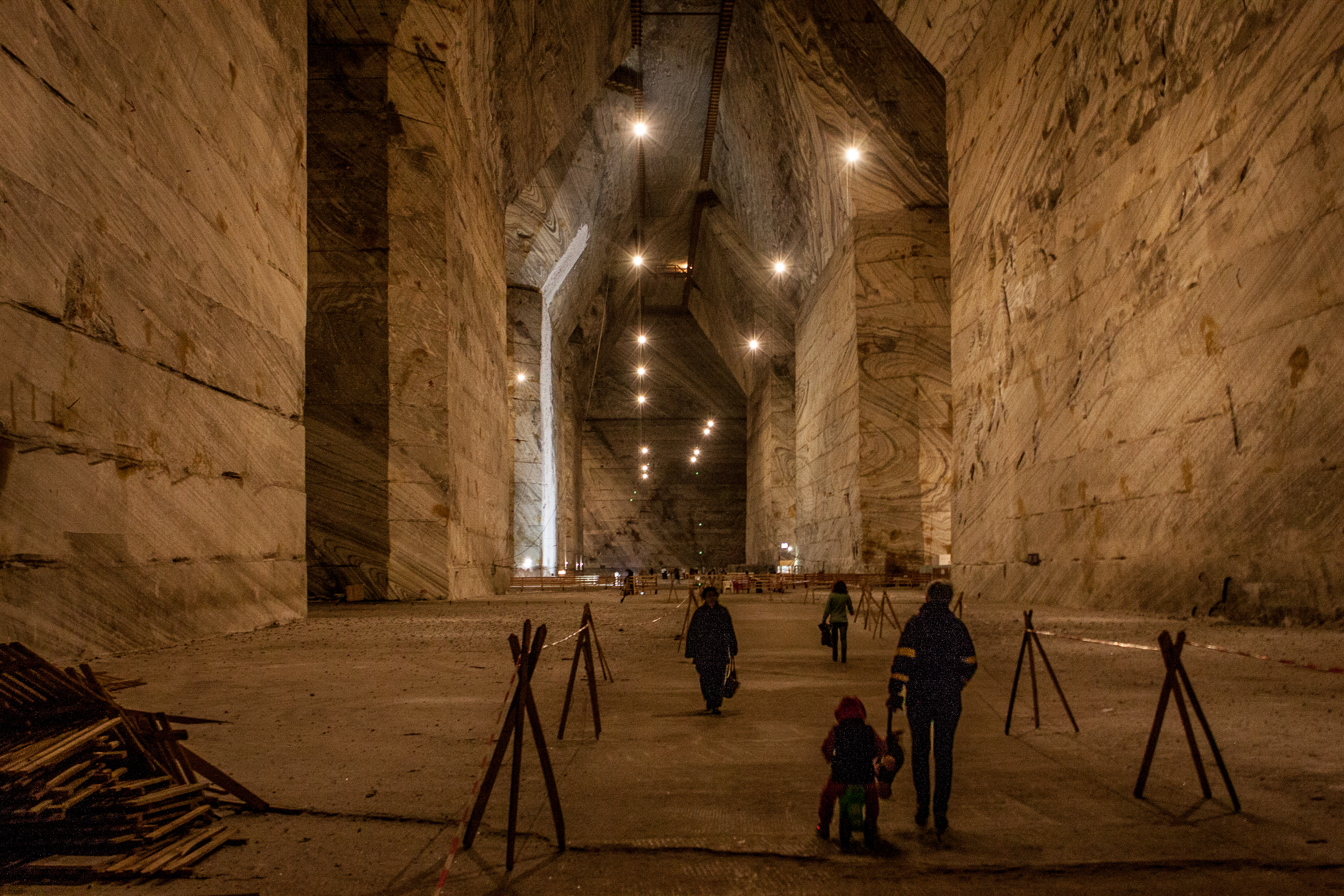
Salzbergwerk in Slănic

## Söhne und Töchter der Stadt
- Bujorel Mocanu (1962–2011), Fußballspieler und -trainer
- Mihai Iliescu (* 1978), Bobfahrer